# Léon Semmeling
Léon Semmeling (Moelingen, 1940. január 4. – Liège, 2024. március 14.) Európa-bajnoki bronzérmes belga labdarúgó, edző.

## Pályafutása
1959 és 1974 között a Standard de Liège labdarúgója volt, ahol öt belga bajnoki címet és két kupagyőzelmet ért el a csapattal.
1961 és 1973 között 35 mérkőzésen szerepelt a belga válogatottban és két gólt szerzett. Részt vett az 1970-es mexikói világbajnokságon és az 1972-es Európa-bajnokságon. Utóbbin harmadik helyezett lett a csapattal.
1984-ben a Standard de Liège vezetőedzőjeként tevékenykedett.

## Sikerei, díjai
Belgium
- Európa-bajnokság
  - bronzérmes: 1972, Belgium

 Standard de Liège
- Belga bajnokság
  - bajnok (5): 1960–61, 1962–63, 1968–69, 1969–70, 1970–71
- Belga kupa
  - győztes (2): 1966, 1967